# Bulbophyllum ciluliae
Bulbophyllum ciluliae là một loài thực vật có hoa trong họ Lan. Loài này được Bianch. & J.A.N.Bat. mô tả khoa học đầu tiên năm 2004.